# Mohawks de Kanesatake
Les Mohawks de Kanesatake ou Kanehsatà:kehró:non sont une bande autochtone mohawk du Québec, au Canada. En 2016, celle-ci a une population inscrite totale de 2 508 membres. Sa principale réserve est Kanesatake située à l'ouest de Montréal. Elle partage également la réserve inhabitée de Doncaster 17 avec les Mohawks de Kahnawà:ke pour la chasse et la pêche.

## Démographie
Les membres de la Première Nation de Kanesatake sont des Mohawks. Néanmoins, la population de la communauté est fortement métissée. Déjà dans les années 1840, il était estimé qu'environ les deux tiers des habitants de Kanesatake étaient métissés. En octobre 2016, ils étaient au nombre de 2 508 dont 1 115 vivaient hors réserve.

## Géographie

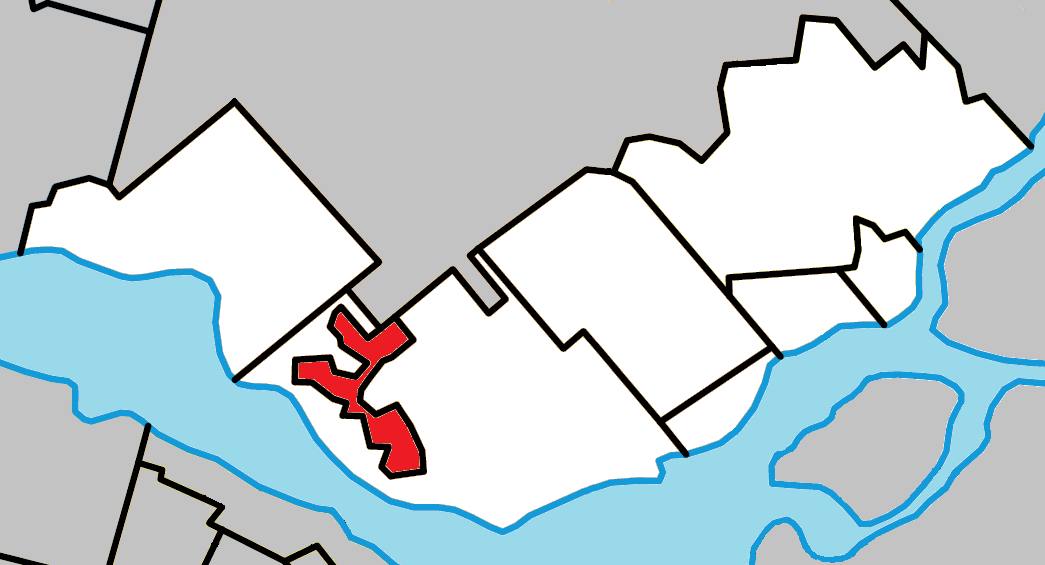
Emplacement de la réserve indienne de Kanesatake sur la carte de la municipalité régionale de comté de Deux-Montagnes au Québec

44 % des Mohawks de Kanesatake vivent la réserve indienne de Kanesatake située à 53 km à l'ouest de Montréal au Québec. Celle-ci a une superficie de 907,7 hectares.
La bande partage également la réserve inhabitée de Doncaster 17 située à 16 km au nord-est de Sainte-Agathe-des-Monts avec les Mohawks de Kahnawà:ke pour la chasse et la pêche. Le siège de la nation est situé à Kanesatake. Les villes importantes situées les plus près sont Laval et Montréal.

## Gouvernement
Les Mohawks de Kanesatake sont gouvernés par un conseil de bande élu selon un système électoral selon la coutume basé sur la section 11 de la Loi sur les indiens. Pour le mandat de 2017 à 2020, ce conseil est composé du grand chef Serge Otsi Simon et de six conseillers.